# Yannick Bajeot
Yannick Bajeot, né le 1er septembre 1959 à Ploërmel, est un footballeur français des années 1980. Durant sa carrière, il évolue au poste de défenseur.

## Statistiques
| Saison                | Club                  | Championnat           | Championnat | Championnat | Coupe(s) nationale(s) | Coupe(s) nationale(s) | Total | Total |
| Saison                | Club                  | Division              | M.          | B.          | M.                    | B.                    | M.    | B.    |
| 1979-1980             | Stade rennais FC      | Division 2            | 3           | 0           | 1                     | 0                     | 4     | 0     |
| 1980-1981             | Stade rennais FC      | Division 2            | 0           | 0           | 0                     | 0                     | 0     | 0     |
| 1981-1982             | Stade rennais FC      | Division 2            | 11          | 0           | 0                     | 0                     | 11    | 0     |
| 1982-1983             | Stade rennais FC      | Division 2            | 10          | 0           | 1                     | 0                     | 11    | 0     |
| 1983-1984             | Stade rennais FC      | Division 1            | 15          | 0           | 0                     | 0                     | 15    | 0     |
| Sous-total            | Sous-total            | Sous-total            | 39          | 0           | 2                     | 0                     | 41    | 0     |
| 1984-1985             | CS Thonon             | Division 2            | 32          | 1           | 0                     | 0                     | 32    | 1     |
| 1985-1986             | CS Thonon             | Division 2            | 28          | 4           | 0                     | 0                     | 28    | 4     |
| Sous-total            | Sous-total            | Sous-total            | 60          | 5           | 0                     | 0                     | 60    | 5     |
| 1986-1987             | Olympique lyonnais    | Division 2            | 26          | 2           | 7                     | 1                     | 33    | 3     |
| 1987-1988             | Olympique lyonnais    | Division 2            | 15          | 0           | 2                     | 0                     | 17    | 0     |
| Sous-total            | Sous-total            | Sous-total            | 41          | 2           | 9                     | 1                     | 50    | 3     |
| Total sur la carrière | Total sur la carrière | Total sur la carrière | 140         | 7           | 11                    | 1                     | 151   | 8     |

## Sources
- Dictionnaire officiel de l'Olympique lyonnais  (ISBN 9782755606447)